# Anomala vivida
Anomala vivida är en skalbaggsart som beskrevs av Gilbert John Arrow 1917. Anomala vivida ingår i släktet Anomala och familjen Rutelidae. Inga underarter finns listade i Catalogue of Life.